# Алис Хофман
Алис Хофман (на английски: Alice Hoffman) е американска писателка на бестселъри в жанра фентъзи, исторически роман, любовен роман и детска литература.

## Биография и творчество
Алис Хофман е родена на 16 март 1952 г. в Ню Йорк, САЩ. Има и руско потекло. Израства в Лонг Айлънд. След като завършва гимназия през 1969 г., работи за кратко в издателство „Дубълсдей“. Учи в университета „Аделфи“, който завършва през 1973 г. с бакалавърска степен. Получава стипендия за Станфордския университет и завършва магистърска степен по творческо писане с отличие през 1975 г. Нейни преподаватели са писателите съпрузи Албърт Ж. Джерад и Маклин Джерард.
Пише първия си роман „Property of“, докато е на 21 г. и учи в Станфорд. Той е публикуван през 1977 г. и дава старт на писателската ѝ кариера.
В следващите години пише редица романи и истории за филми. През 1983 г. по нейна история е екранизиран малко известният филм „Денят на независимостта“ с участието на Катлийн Куинлан и Даян Уийст.
През 1995 г. е публикуван романът ѝ „Practical Magic“, по който през 1998 г. е направен много успешния филм „Приложна магия“, режисиран от Грифин Дън, с участието на Сандра Бълок, Никол Кидман, и Ейдън Куин.
В България писателката е позната предимно с по-новите си произведения „Ледената кралица“ и „Пазителките на гълъбиците“.
Произведенията на писателката често са в списъците на бестселърите. Те са преведени на над 20 езика по света.
Алис Хофман живее със семейството си в Кеймбридж, Масачузетс.

## Произведения

### Самостоятелни романи
- Property of (1977)
- The Drowning Season (1979)
- Angel Landing (1980)
- White Horses (1982)
- Fortune's Daughter (1985)
- Illumination Night (1987)
- At Risk (1988)
- Here On Earth (1990)
- Seventh Heaven (1990)
- Turtle Moon (1992)
- Second Nature (1994)
- Practical Magic (1995)
- Local Girls (1999)
- The River King (2000)
- Blue Diary (2001)
- The Probable Future (2003)
- The Ice Queen (2005)
Ледената кралица, изд.: ИК „Кръгозор“, София (2012), прев. Паулина Мичева
- The Foretelling (2005)
- Incantation (2006)
- Skylight Confessions (2007)
- The Third Angel (2008)
- The Story Sisters (2009)
- The Red Garden (2011)
- The Dovekeepers (2011)
Пазителките на гълъбиците, изд.: ИК „Кръгозор“, София (2012), прев. Паулина Мичева
- The Museum of Extraordinary Things (2014)
Музеят на необикновените неща, изд.: ИК „Кръгозор“, София (2015), прев. Паулина Мичева
- Nightbird (2015)

### Серия „Водни истории“ (Water Tales)
1. Aquamarine (2001)
2. Indigo (2002)

### Серия „Зелен“ (Green)
1. Green Angel (2003)
2. Green Witch (2010)

### Новели
- The Moon Thief (2012)

### Детска литература
- Fireflies: A Winter Tale (1997)
- Horsefly (2000)
- Moondog (2003)
- Mother's Day (2013)

### Сборници
- The Blackbird House (2004)

### Разкази
- The Witch of Truro (2004)
- The Edge of the World (2004)
- The Token (2004)
- Insulting the Angels (2004)
- Black Is the Color of My True Love's Hair (2004)
- Lionheart (2004)
- The Conjuror's Handbooks (2004)
- The Wedding of Snow and Ice (2004)
- India (2004)
- The Pear Tree (2004)
- The Summer Kitchen (2004)
- Wish You Were Here (2004)
- Conjure (2012)

### Документалистика
- Survival Lessons (2013)

### Екранизации
- Денят на независимостта, Independence Day (1983) – история
- Приложна магия, Practical Magic (1998) – по романа
- Sudbury (2004) – по романа „Приложна магия“
- Речният цар, The River King (2005)
- Аквамарин, Aquamarine (2006)